# جوزيف فشل
جوزيف فشل (بالفرنسية: Joseph Vachal)‏  (و. 1838 – 1911 م) هو سياسي، وعالم حشرات من فرنسا . 
توفي عن عمر يناهز 73 عاماً.

## مناصب
تولى منصب عضو الجمعية الوطنية الفرنسية .